# 9. symfoni (Beethoven)
 For alternative betydninger, se 9. symfoni. (Se også artikler, som begynder med 9. symfoni)
Beethovens 9. symfoni er et skelsættende værk i den klassiske musikhistorie. Den fulde titel er Symfoni nr. 9 i D-mol, opus 125, og er Ludwig van Beethovens sidste symfoni, som han færdiggjorde i 1824. Symfonien blev første gang fremført under den pompøse tyske titel Sinfonie mit Schlusschor über Schillers Ode "An die Freude" für großes Orchester, 4 Solo und 4 Chorstimmen componiert und seiner Majestät dem König von Preußen Friedrich Wilhelm III in tiefster Ehrfurcht zugeeignet von Ludwig van Beethoven, 125tes Werk.
Det revolutionerende ved netop dette værk er, at der i sidste sats forekommer kor, hvilket ikke tidligere er hørt i symfonisammenhæng. Kor og solister synger Friedrich Schillers ode An die Freude fra 1785, som Beethoven noterede melodiudkast til i kladdebøger allerede i 1790’erne. Temaet dukker op i flere af hans kompositioner, deriblandt to sange.
Denne symfoni er et af de bedst kendte klassiske værker overhovedet, og symfonien anses for at være et af Beethovens største mesterværker, hvortil kommer, at værket blev komponeret på et tidspunkt, hvor komponisten var totalt døv. Hector Berlioz kaldte den "kulminationen af komponistens geni."
En del af symfoniens sidste sats er blevet musikalsk symbol for EU. I 2010 blev det originale partitur indlemmet i FNs verdensarvliste, som det første i sin art.

## Historie
I 1817 bestilte London Philharmonic Society en ny symfoni hos Beethoven. Omkring maj måned flyttede han fra Wien til landsbyen Heiligenstadt længere nordvest, da stedets kurbad var anbefalet af hans læge i håb om at lindre komponistens problemer med hørelsen. Beethoven var også svækket af en feber, der kom og gik. Han fik lejet to værelser på første sal i Pfarrplatz 2, ejet af familien Mayer siden 1683. Bygningen står endnu. Her boede familien Mayer selv og deres ansatte, der arbejdede på vinmarkerne omkring. Og her begyndte Beethoven i det små at arbejde med sin nye symfoni. Da han var tunghør, resulterede arbejdet i øredøvende klaverspil aften og natten igennem, til husets andre beboere ikke kunne holde til mere. Han blev opsagt i slutningen af juni, og flyttede til Kahlenberger Strasse 26 kun få kvartaler væk. Herfra måtte han ud i oktober 1817. Først i efteråret 1822 skød arbejdet fart, selv om han da på det nærmeste var helt døv. Værket var opdelt i 
- 1. sats - frygt og spænding
- 2. sats  - uro og rastløshed
- 3. sats - længsel og håb
- 4. sats - Schillers hyldest til glæden[1]

I februar 1824 var symfonien fuldført. Beethoven var i den tid yderst misfornøjet med wienerpublikummet, som han mente favoriserede italienske komponister; især Rossini. Han besluttede derfor, at hans værk skulle uropføres i Berlin. Det blev dog modarbejdet ved en underskriftskampagne blandt mange af Wiens ledende musikere. Beethoven bøjede sig for deres ønske, og 7. maj 1824 blev hans 9. symfoni uropført i Theater am Kärntnertor i Wien. Orkestret var det største, han nogensinde havde sat sammen; det bestod af teatrets eget orkester, suppleret af et andet orkester, samt en gruppe dygtige amatørmusikere. Koret stod ikke bagved orkestret (det skete første gang i 1864), men foran. Altstemmen, den tyveårige Caroline Unger, kom Beethoven til hjælp, da han fortsatte med at dirigere, efter at musikken var færdig. Hun gik hen til ham, greb ham i ærmet og svingede ham rundt, så han selv kunne se (men desværre ikke høre) det begejstrede publikum, der smed hatte og lommetørklæder i vejret. Der var gået 12 år, siden Beethoven sidst havde dirigeret fra scenen, så denne gang delte han dirigentrollen med kapelmester Michael Umlauf, som havde givet udøverne besked om at ignorere Beethovens dirigeren, da manden jo ikke kunne høre. Englænderne, som havde betalt for symfonien, fik den første gang opført i London 25. marts 1825.

## Særlig kendte opførelser
- Wilhelm Furtwängler med Berlins filharmonikere til Hitlers fødselsdag i 1942.[6]
- Leonard Bernstein med et orkester samlet fra hele verden juledag 1989 ved Brandenburger Tor for at fejre Berlinmurens fald. Her blev ordet Freude (fryd, glæde) erstattet med Freiheit (frihed).[7]